# رواد المخاطر
رواد المخاطر مسلسل رسوم متحركة أمريكي عرض لأول مره في 7 سبتمبر 1996 واستمر عرضه حتى 22 فبراير 1997 . تمت دبلجة المسلسل للغة العربية بواسطة مركز الزهرة وعرض على قناة سبيس تون وارتينز .

## روابط خارجية
- رواد المخاطر على موقع IMDb (الإنجليزية)
- رواد المخاطر على موقع كينوبويسك (الروسية)
- رواد المخاطر على موقع قاعدة بيانات الفيلم (الإنجليزية)